# Guillaume-François Rouelle

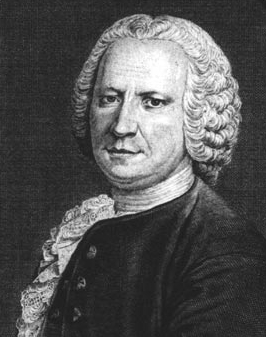
Guillaume-François Rouelle

Guillaume François Rouelle (1703-1770) foi um químico e farmacêutico francês. Em 1754 ele introduziu o conceito de base em química, como uma substância a qual reage com um ácido dando uma forma sólida (como um sal).
Contribui para a definição mais precisa de sal do ponto de vista químico, até então um termo usado de forma indeterminada, como os compostos formados pela união de ácidos e bases, e consequentemente a distinção entre sais neutros, básicos e ácidos.
É conhecido como l'aîné (o velho) para distinguí-lo de seu irmão mais jovem, Hilaire Rouelle, que também foi um químico e inclusive seu assistente e conhecido como o descobridor da ureia.
Ele iniciou um curso público em seu laboratório em 1738 onde ele teve muitos estudantes entre os quais estiveram Denis Diderot, Antoine-Laurent de Lavoisier, Joseph Proust e Antoine-Augustin Parmentier.
Outros de seus interesses foram a publicação de artigos sobre estudava a inflamação de terebentina e outros óleos essenciais pelo ácido nítrico (iniciando o estudo das nitrações), e os métodos de embalsamamento praticados pelos egípcios.